# (2386) Nikonov
(2386) Nikonov es un asteroide perteneciente al cinturón de asteroides, descubierto el 19 de septiembre de 1974 por la astrónoma soviética Liudmila Chernyj desde el Observatorio Astrofísico de Crimea.

## Designación y nombre
Designado provisionalmente como 1974 SN1. Fue nombrado Nikonov en honor al astrónomo soviético Vladímir Borísovich Níkonov.